# Dean Benjamin McLaughlin
Pour les articles homonymes, voir McLaughlin.
Dean Benjamin McLaughlin, né le 25 octobre 1901 à Brooklyn, à New York (New York, États-Unis) et mort le 8 décembre 1965 à Ann Arbor (Michigan, États-Unis) est un astronome américain. Il était professeur d'astronomie à l'Université du Michigan. Il était le père de l'auteur de science-fiction Dean B. McLaughlin, Jr.. Il a obtenu son Bachelor of Science en 1923, son Master of Science en 1924 puis son doctorat en 1927, tous de l'Université du Michigan. McLaughlin a épousé sa collègue astronome Laura Elizabeth Hill en 1927.
En 1954, il a proposé la théorie selon laquelle il existe des volcans sur Mars et que leurs éruptions modifient les formations d'albédo appelées mers (l'équivalent martien des mers lunaires). Sa proposition a été partiellement confirmée en 1971 avec l'arrivée de Mariner 9, qui montrait que des vents forts pouvaient déplacer de la poussière autour de la planète, créant les changements d'apparence autrefois attribués à une sorte de végétation.
Le cratère martien McLaughlin a été nommé en son honneur, tout comme le cratère McLaughlin sur la face cachée de la Lune et l'astéroïde (2024) McLaughlin. En 2014, des scientifiques de la NASA ont annoncé avoir découvert des traces d'eau dans le cratère McLaughlin de Mars.